# Aphanitoma mariottinii
Aphanitoma mariottinii é uma espécie de gastrópode do gênero Aphanitoma, pertencente a família Borsoniidae.